# 盖尔德纳国际奖
加拿大盖尔德纳国际奖（Canada Gairdner International Award），原名盖尔德纳基金会国际奖（Gairdner Foundation International Award），是一個始於1959年的學術獎，每年授予在3到6位在医学上做出杰出发现的科学家。
盖尔德纳国际奖素有「加拿大的小諾貝爾獎」之稱，常被认为是诺贝尔生理学或医学奖的风向标，约有四分之一的此奖项获得者之后都获得过诺贝尔奖，截止2013年共有72个该奖获得者获诺贝尔奖。盖尔德纳基金会奖奖金为每人100000加元。世界上任何一个国家的公民均可获奖。有时几位科学家能够因为同一项成功共同获奖，这时每人所得的仍是全额奖金。
2009年新增「國際保健獎」部門。

## 族裔別獲獎者

### 日本人
截至2020年，共有14名日本人獲獎，人數居亞洲各國之冠。其中4人亦獲得諾貝爾獎。
| 姓名     | 出生年份 | 出身大學         | 獲獎時國籍 | 獲獎年份 |
| -------- | -------- | ---------------- | ---------- | -------- |
| 石坂公成 | 1925年   | 東京大学         | 日本       | 1973年   |
| 石坂照子 | 1926年   | 東京女子醫科大學 | 日本       | 1973年   |
| 利根川進 | 1939年   | 京都大学         | 日本       | 1983年   |
| 西塚泰美 | 1932年   | 京都大學         | 日本       | 1988年   |
| 増井禎夫 | 1931年   | 京都大學         | 加拿大     | 1992年   |
| 小川誠二 | 1934年   | 東京大學         | 日本       | 2003年   |
| 森和俊   | 1958年   | 京都大學         | 日本       | 2009年   |
| 山中伸弥 | 1962年   | 神戶大學         | 日本       | 2009年   |
| 審良靜男 | 1953年   | 大阪大學         | 日本       | 2011年   |
| 大村智   | 1935年   | 山梨大學         | 日本       | 2014年   |
| 大隅良典 | 1945年   | 東京大學         | 日本       | 2015年   |
| 坂口志文 | 1951年   | 京都大學         | 日本       | 2015年   |
| 遠藤章   | 1933年   | 東北大學         | 日本       | 2017年   |
| 竹市雅俊 | 1933年   | 名古屋大學       | 日本       | 2020年   |

### 華人
| 姓名   | 出生年份 | 出身大學         | 獲獎時國籍 | 獲獎年份 |
| ------ | -------- | ---------------- | ---------- | -------- |
| 張槐耀 | 1933年   | 臺灣省立中興大學 | 美国       | 1981年   |
| 王學荊 | 1937年   | 國立臺灣大學     | 美国       | 1981年   |
| 简悦威 | 1936年   | 香港大学         | 美国       | 1984年   |
| 錢永健 | 1952年   | 哈佛大學         | 美国       | 1995年   |
| 張鋒   | 1983年   | 哈佛大學         | 美国       | 2016年   |

## 類似獎項
- 諾貝爾生理學或醫學獎
- 拉斯克獎
- 沃爾夫獎
- 羅伯·柯霍獎
- 邵逸夫獎

## 外部連結
- Home | Gairdner （页面存档备份，存于）